# Желанное (Рязанская область)
Желанное — село в Шацком районе Рязанской области, административный центр Желанновского сельского поселения.

## Географическое положение
Село Желанное расположено на Окско-Донской равнине в 37 км к юго-востоку от города Шацк. Расстояние от деревни до Шацка (город)|районного центра]] по автодороге — 37 км, до областного - 202 км. Примерно в 1,5 км восточнее села протекает река Выша. С севера-запада к селу примыкает село Завидное. Центральные улицы обоих сел являются частью автодороги 61К-109 Польное Конобеево -  Кермись.

## История
Желанное было основано переселенцами из с. Конобеево в 1838 году, после случившегося там пожара. Владевшие селом Нарышкины стали переселять своих крестьян с обжитых земель в ещё не освоенные лесные чащобы. Известно, что деревянный храм во имя архистратига Михаила появился в 1851 году. Деньги на постройку церкви выделила графиня Софья Львовна Шувалова — дочь генерала-лейтенанта Льва Нарышкина.

## Происхождение названия
После случившегося пожара в селе Конобеево, чтобы крестьяне могли обустроиться и закрепиться на новом месте, их на несколько лет освободили от податей. Такое послабление было воспринято с благодарностью и было жданным, желанным и отрадным решением. Отсюда и села Жданная, Желанное, Завидное Шацкого района; Отрада Путятинского района. 

## Население
| 1989 | 2010 | 2012 |
| ---- | ---- | ---- |
| 424  | ↘133 | ↗148 |

## Достопримечательности
В селе расположена деревянная Церковь Михаила Архангела.
В Желанном действует краеведческий музей. Фонд музея хранит до 15 тысяч экспонатов, представляющих национальную ценность и являющихся общегосударственным достоянием.

## Инфраструктура
Из социальных объектов в селе имеется администрация сельского поселения, школа, Дом культуры, библиотека, медпункт и почта.

## Транспорт
Через село проходит автобусный маршрут Шацк - Кермись. Автобус ходит 2 раз в неделю.